# Osthimosia mamillata
Osthimosia mamillata är en mossdjursart som beskrevs av Moyano 1974. Osthimosia mamillata ingår i släktet Osthimosia och familjen Celleporidae. Inga underarter finns listade i Catalogue of Life.